# イータロ・ガリボルディ
イータロ・ガリボルディ（Italo Gariboldi, 1879年4月20日 - 1970年2月3日）は、イタリアの軍人。第二次世界大戦中の東部戦線におけるイタリア軍派遣部隊の司令官を務めた。

## 経歴
1879年にロンバルディア州ローディで生まれた。第一次世界大戦の終わりから戦間期に昇進を続けて連隊長、旅団長となった。
1935年に第30師団長となり、第二次エチオピア戦争で戦った。彼の師団はエリトリアを本拠地とした第1軍団に属した。1936年にイタリアがエチオピアを破るとエリトリア、エチオピア、イタリア領ソマリランドはイタリア領東アフリカとなった。
1939年から1941年までガリボルディはイタロ・バルボの下で北アフリカ戦線で戦った。イタリアが第二次世界大戦に参戦した際、彼の率いる第5軍団はリビアとフランス領チュニジアの国境地帯にあった。ナチス・ドイツのフランス侵攻が完了すると今度は彼の軍団はエジプト国境に移り第10軍の指揮下に入ることとなった。1940年12月に始まったコンパス作戦では病いのため戦線を離れたマリオ・ベルティ将軍の後任のジュゼッペ・テレラ将軍が戦死した後は第10軍の指揮も執った。1941年3月25日にロドルフォ・グラツィアーニの後任としてリビア総督になった。同年7月19日にエルヴィン・ロンメルに非協力的だった彼はエットーレ・バスティコに職を譲った。
1942年から1943年にかけて東部戦線でイタリア派遣軍司令官を務め、スターリングラード攻防戦にも参加した。
1943年にヴィットーリオ・エマヌエーレ3世、ピエトロ・バドリオによってベニート・ムッソリーニが失脚し、イタリアが降伏すると、彼は多くのイタリア軍人同様ドイツ軍の捕虜となった。裏切り者として糾弾されていたが、1944年に連合国によって解放された。
1970年にローマで死去。90歳没。